# Sphagnum camusii
Sphagnum camusii là một loài rêu trong họ Sphagnaceae. Loài này được (Cardot) Warnst. mô tả khoa học đầu tiên năm 1911.